# Unité urbaine de Digne-les-Bains
L'unité urbaine de Digne-les-Bains est une agglomération française centrée sur la commune de Digne-les-Bains, dans les Alpes-de-Haute-Provence.

## Données générales
En 2010, selon l'Insee, l'unité urbaine était composée de deux communes.
En 2020, à la suite d'un nouveau zonage, elle est composée des deux mêmes communes.
En 2022, avec 18 479 habitants, elle représente la 2e unité urbaine du département des Alpes-de-Haute-Provence et occupe le 15e rang dans la région Provence-Alpes-Côte d'Azur.
En 2021, sa densité de population s'élève à 135 hab/km2. Par sa superficie, elle ne représente que 1,96 % du territoire départemental mais, par sa population, elle regroupe 10,85 % de la population du département des Alpes-de-Haute-Provence.

## Composition de l'unité urbaine en 2020
Elle est composée des deux communes suivantes :
| Nom                            | Code Insee | Département             | Statut       | Superficie (km2) | Population (dernière pop. légale) | Densité (hab./km2) | Modifier                                    |
| ------------------------------ | ---------- | ----------------------- | ------------ | ---------------- | --------------------------------- | ------------------ | ------------------------------------------- |
| Digne-les-Bains (ville-centre) | 04070      | Alpes-de-Haute-Provence | ville-centre | 117,07           | 17 694 (2022)                     | 151                | modifier les données · modifier les données |
| Champtercier                   | 04047      | Alpes-de-Haute-Provence | banlieue     | 18,31            | 785 (2022)                        | 43                 | modifier les données · modifier les données |

## Évolution démographique
| 1968   | 1975   | 1982   | 1990   | 1999   | 2010   | 2015   | 2021   |
| ------ | ------ | ------ | ------ | ------ | ------ | ------ | ------ |
| 14 885 | 15 701 | 15 512 | 16 614 | 16 757 | 17 716 | 17 038 | 18 013 |